# Ciro Dammicco
Ciro Dammicco, noto anche con lo pseudonimo di Zacar (Bari, 16 giugno 1947), è un cantautore, compositore e produttore cinematografico italiano.

## Biografia

### Musicista
Ciro Dammicco ha iniziato la carriera artistica come musicista e compositore nei primi anni settanta nel gruppo I Bisonti. Uscito dal gruppo, dopo un 45 giri pubblicato in duo (a nome Billy e Ciro) per la West Record, Amo solo lei/Piccola Rosalinda, ha avviato una carriera solista come cantautore. Successivamente ha fondato, guidandolo da leader, il complesso Daniel Sentacruz Ensemble, con cui ha raggiunto il successo nelle classifiche italiane ed internazionali, soprattutto grazie al brano Soleado (diffuso anche, e riadattato, con il titolo When a child is born), di sua composizione. Il relativo singolo ha registrato oltre cinque milioni di copie vendute.
Come compositore ha avuto grandi consensi in tutto il mondo, vendendo milioni di dischi e ricevendo alcuni riconoscimenti con dischi d'oro e di platino. 
Oltre Soleado, vanno menzionati i brani Linda bella Linda, Todo el tiempo del mundo, On ne vive pas sans se dire adieu, Un prince en exile, Tranen lügen nicht.
Tra gli interpreti più famosi che hanno registrato suoi pezzi figurano Johnny Mathis, Mireille Mathieu, Kenny Rogers, Al Bano e Romina Power. Per questi ultimi in particolare ha composto il brano Sharazan (al decimo posto dei singoli più venduti in Italia nel 1981, e notevole successo internazionale).

### Produzione televisiva e cinematografica
Negli anni ottanta ha iniziato la carriera di produttore televisivo negli Stati Uniti, dove ha vissuto per circa cinque anni, realizzando una serie di segmenti per la trasmissione Popcorn, in onda su Canale 5. Negli stessi anni incide per la Saban Records le sigle per gli anime Ulisse 31 e Lamù, la ragazza dello spazio. È stato quindi il fondatore e direttore artistico della prima televisione musicale in Italia, Videomusic.
Nel 1986 ha cofondato la Eagle Pictures, società di distribuzione e produzione cinematografica, televisiva e home video. In quindici anni la Eagle è diventata una delle compagnie indipendenti italiane più importanti nel settore. Della Eagle Pictures, ha ricoperto la carica di amministratore e vice presidente, con varie responsabilità operative, nell'acquisizione internazionale, produzioni italiane ed estere, cessione di diritti televisivi a RAI, Mediaset e altri canali televisivi e satellitari.
Ha prodotto alcuni film internazionali, miniserie televisive e film tv.

### Sport
Come attività sportiva ha praticato il taekwondo, arrivando a cintura nera 2 Dan. Inoltre, è stato Presidente del Todi F.C. per cinque anni, portando la squadra dalla prima categoria alla serie D, vincendo la Coppa Italia Serie D.

### Vita privata
Ha cinque figli avuti da tre mogli diverse: Luca, Pablo, Nathan, Charlotte e Ciro Junior. Vive in Polonia a Breslavia, con la sua attuale moglie.

## Discografia parziale

### Discografia solista

#### Album in studio
- 1973 - Mittente (EMI Italiana, 3C 064-17818)
- 1981 - Gente (Durium, ms AI 77424)
- 2021 - Between The HeartBeats

#### Singoli
- 1970 - Amo solo lei/Piccola Rosalinda (West Record, EG 157; come Billy e Ciro)
- 1972 - Vorrei poterti dir "ti amo"/Forse domani ritorno da te (EMI Italiana, 3C 006 17839)
- 1972 - Così era e così sia/Autunno (EMI Italiana, 3C 006 17863)
- 1973 - Un uomo nella vita/Dolce Jenny  (EMI Italiana, 3C 006 17879)
- 1981 - Per chi/Laura  (Durium, Ld AI 8114)
- 1981 - Spanish Lady Adios/If Te Quiero Means I Love You (Disques Vogue, 101539)

### Album in studio
- 1974 - Soleado
- 1975 - Dos
- 1977 - Daniel Sentacruz Ensemble
- 1978 - Barabam
- 1979 - Diventiamo più amici

### Raccolte
- 2004 - Made In Italy